# Mansu-dong
Mansu-dong (koreanska: 만수동) är en stadsdel i staden Incheon i den nordvästra delen av Sydkorea, 25 km väster om huvudstaden Seoul. Den ligger i stadsdistriktet Namdong-gu.

## Indelning
Administrativt är Mansu-dong indelat i:
| Namn    | Namn              | Yta km² | Invånare 31 dec 2020 |
| ------- | ----------------- | ------- | -------------------- |
| 만수1동 | Mansu 1(il)-dong  | 0,73    | 17 704               |
| 만수2동 | Mansu 2(i)-dong   | 1,27    | 24 907               |
| 만수3동 | Mansu 3(sam)-dong | 0,90    | 18 131               |
| 만수4동 | Mansu 4(sa)-dong  | 0,96    | 21 663               |
| 만수5동 | Mansu 5(o)-dong   | 0,54    | 15 832               |
| 만수6동 | Mansu 6(yuk)-dong | 1,73    | 25 042               |